# Falset (gmina)
Falset – miasto w Hiszpanii w południowej Katalonii, siedziba comarki Priorat. Rozwinięta gałęzią przemysłu jest tu przemysł włókienniczy.